# Wolfgang Rolly

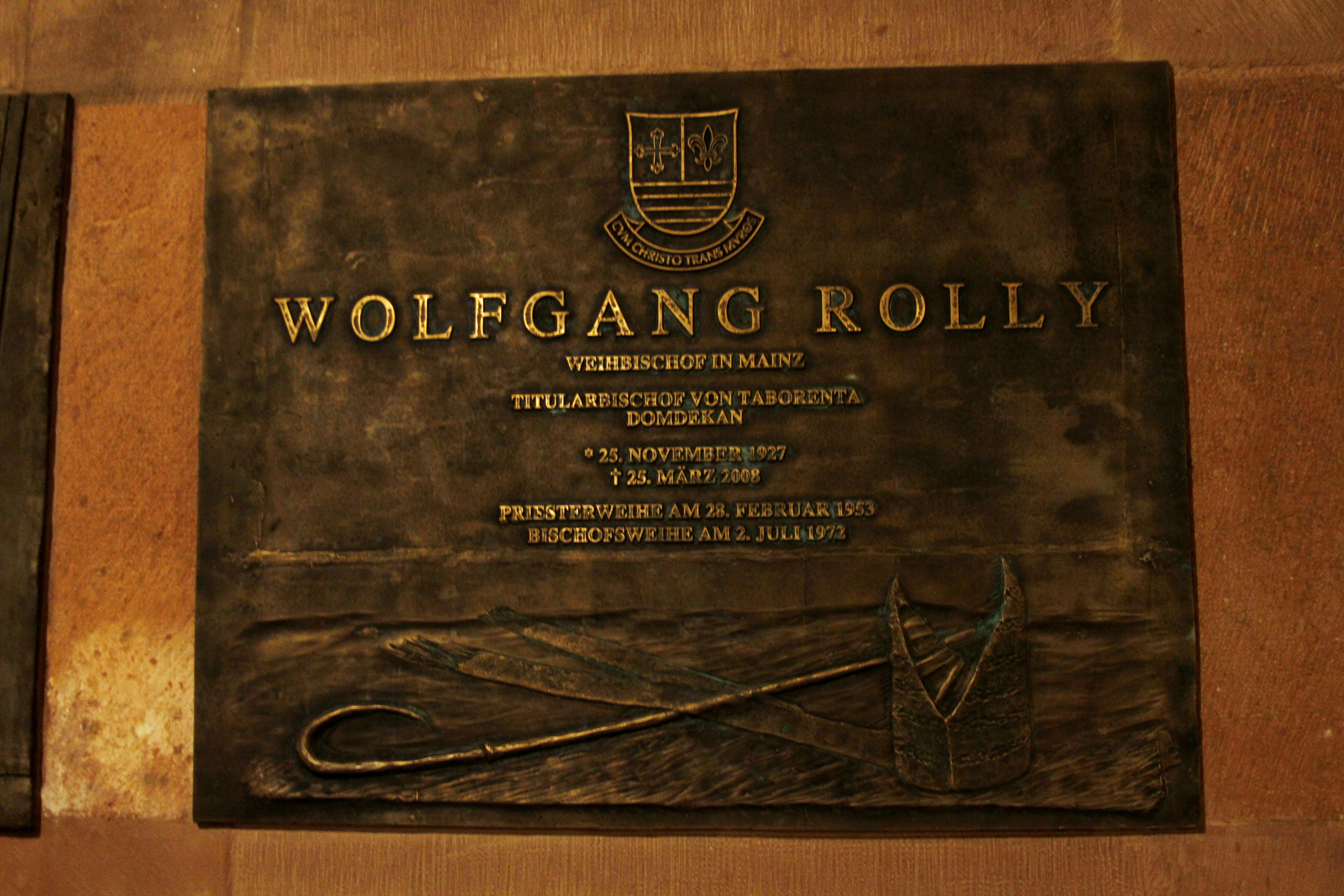
Grab von Weihbischof Wolfgang Rolly in der Westkrypta des Mainzer Doms

Wolfgang Rolly (* 25. November 1927 in Darmstadt; † 25. März 2008 in Mainz) war Weihbischof im Bistum Mainz.

## Leben
Rolly wuchs als zweites von fünf Kindern einer Lehrerfamilie in Darmstadt auf. Nach dem Abitur studierte er Theologie und Philosophie in Mainz, München und Frankfurt-Sankt Georgen.
Am 28. Februar 1953 empfing er durch den Mainzer Bischof Albert Stohr die Priesterweihe, nachdem er bereits am 24. Dezember 1952 zum Diakon geweiht worden war. Nach der Priesterweihe war Rolly von 1953 bis 1959 Kaplan in Lämmerspiel, Gau-Algesheim, Lampertheim und Gießen. 1959 wechselte er in den Schuldienst und war bis 1972 Lehrer an der Maria Ward-Schule Mainz. 1971 wurde er zum Sekretär des Priesterrates des Bistums Mainz gewählt.
Am 5. Juni 1972 ernannte Papst Paul VI. Rolly zum Titularbischof von Taborenta und bestellte ihn zum Weihbischof in Mainz. Die Bischofsweihe empfing er am 2. Juli 1972 durch den Mainzer Bischof Hermann Volk; Mitkonsekratoren waren der Mainzer Weihbischof Josef Maria Reuss und der Bischof von Münster, Heinrich Tenhumberg. Sein Wahlspruch als Bischof lautete Cum Christo trans muros („Mit Christus über alles Trennende“).
Seit 1978 war Rolly Mitglied des Domkapitels. Nach dem Rücktritt von Kardinal Volk als Bischof von Mainz am 27. Dezember 1982 wurde er zum Kapitularvikar gewählt und leitete vorübergehend das Bistum Mainz bis zur Bischofsweihe von Karl Lehmann im Oktober 1983. Er war langjähriger Bischofsvikar für die pastoralen Räte und für die Weiterbildung im Bistum Mainz. In der Deutschen Bischofskonferenz hatte er von 1979 bis 1986 das Amt des deutschen „Jugendbischofs“ inne, seit 1972 war er Mitglied der Pastoralkommission sowie der Kommission für Schule und Erziehung, später auch der Kommission für Medien. 1986 wurde er zum Mainzer Domdekan ernannt; er engagierte sich als Domkustos für die Erhaltung des Mainzer Doms.
Als Bischofsvikar wurde er 1991 entpflichtet. Am 20. Februar 2003 wurde Rolly als Weihbischof emeritiert. Seine Ämter als Domdekan und Bischofsvikar gab er am 30. April desselben Jahres auf.
Am Dienstag der Osterwoche, dem 25. März 2008, starb Wolfgang Rolly nach langer, schwerer Krankheit. Am Freitag, 4. April 2008 wurde er nach einem von Kardinal Lehmann zelebrieren Pontifikalrequiem in der Bischofsgruft des Mainzer Domes beigesetzt.